# (468389) 2016 GX103
(468389) 2016 GX103 es un asteroide perteneciente al cinturón de asteroides, descubierto el 7 de febrero de 2008 por el equipo Spacewatch desde el Observatorio Nacional de Kitt Peak (Arizona, Estados Unidos).